# Nanahuatzin

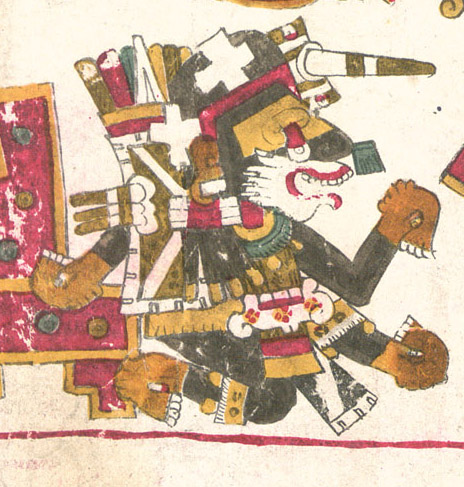
Nanahuatzin-Xólotl descrito en el Códice Borgia.

Nanahuatzin o Nanáhuatl (en náhuatl: nanahuatl, ‘bubosito’‘nanahuatl, bubas, bubones; tzintli, diminutivo) considerado el dios que personificaba la humildad. Se autosacrificó en la hoguera Teotezcalli realizada por los dioses en la asamblea en Teotihuacán para convertirse en el Quinto Sol.

## Nanahuatzin, El Quinto Sol
En un mito mexica registrado en el siglo XVI por fray Bernardino de Sahagún, se dice que veintiséis años después de la creación de la Tierra, los dioses decidieron crear un nuevo sol. En el año 13-Ácatl en Teotihuacán, una asamblea de dioses se llevó a cabo ordenando ayunos y sacrificios, se preguntaron quién se haría cargo de iluminar el mundo.
Un dios soberbio, llamado Tecuciztécatl (El originario del lugar del caracol marino), se ofreció para alumbrar la superficie de la Tierra. Nuevamente los dioses se preguntaron sobre quién sería el otro candidato para iluminar el mundo, pero nadie se ofreció. Finalmente, observaron a un dios que no hablaba, sólo escuchaba. Su cuerpo estaba cubierto de llagas y tumores y le dijeron: “Sé tú el que ilumines, bubosito”, el dios llamado Nanahuatzin aceptó la tarea.
Durante cuatro días ambos hicieron penitencia y realizaron sacrificios sobre los dos promontorios de las pirámides del Sol y de la Luna. Todo lo que Tecciztécatl ofrecía era precioso. En lugar de ramas y bolas de heno, él ofreció preciosas plumas de quetzal y bolas de filamento de oro para encajar en ellas las espinas de autosacrificio. Ofreció espinas hechas de piedras preciosas en lugar de espinas de maguey. Estas no estaban cubiertas con su sangre, como era la tradición, sino que eran espinas de coral rojo. Mientras que Nanahuatzin ofreció cañas verdes, bolas de heno y espinas de maguey cubiertas con su propia sangre.
Cuatro días se mantuvo el fuego, a la medianoche del último día programado para la creación del nuevo Sol, los dioses se reunieron alrededor de una gran hoguera preparada para la próxima cremación de los dos dioses; la finalidad era transformarse en estrellas brillantes. Los dioses pidieron a Tecuciztécatl arrojarse primero. Tecuciztécatl intentó lanzarse a la hoguera cuatro veces y las cuatro se arrepintió. Entonces, como no era permitido realizar un quinto intento, los dioses le dijeron a Nanahuatzin que lo intentara, él inmediatamente cerró sus ojos, se arrojó al fuego y comenzó a quemarse. Tecuciztécatl al ver la valentía de su compañero, se arrojó también.
Después de que ambos fueron consumidos por las llamas, los dioses se sentaron bajo el cielo enrojecido y esperaron el nacimiento del Sol. Los dioses no sabían en qué dirección saldría, sólo Quetzalcóatl y Tezcatlipoca, Xipe Tótec, predijeron que Nanahuatzin convertido en Sol nacería por el oriente. Así fue, radiante y resplandeciente apareció en el oriente un imponente Sol que más tarde sería conocido como Tonatiuh. Por detrás salió Tecuciztécatl como la Luna, igual de brillante que el Sol; tanto que los dioses se preguntaron si sería conveniente para ellos tener dos astros que alumbraran con esa intensidad al mismo tiempo. Acordaron que el brillo de la Luna fuera disminuido, así que uno de ellos lanzó un conejo a Tecuciztécatl, atenuando su luz y dejando una mancha oscura en su cara, tal como la conocemos hasta el día de hoy.
A partir del sacrificio de todos los dioses, los nuevos hombres quedarían para siempre en deuda con ellos, por lo que deberían presentar sangre propia y ajena en ofrendas. Es por eso que los humanos, siguiendo el ejemplo de los dioses, tienen que sacrificarse a sí mismos. Esta necesidad de presentar sangre dio origen a distintas guerras, que tienen como propósito obtener víctimas de sacrificio para el Sol.
Otra leyenda dice: que conscientes de la necesidad del movimiento de ambos astros, los dioses decidieron sacrificarse. El dios del aire fue el elegido para llevar a cabo este sacrificio. Xólotl era el único que se rehusaba a morir, cuando llegó su turno corrió a esconderse en el maíz, transformándose en el maíz que tiene dos cañas, pero fue descubierto. Nuevamente corrió a esconderse, ahora hacía los magueyes y se transformó en maguey de dos cuerpos, por segunda ocasión lo descubrieron. Finalmente, se metió al agua y se transformó en ajolote, bajo esta forma lo atraparon y fue sacrificado. A pesar del sacrificio de los dioses, el Sol no se movió. Fue entonces que Ehécatl, dios del viento, quien sopló fuertemente y logró el movimiento del Sol. La Luna permaneció inmóvil hasta que el astro rey se ocultó por el poniente; ella entonces comenzó a hacer el mismo recorrido. Desde de ese día el Sol alumbra el día y la Luna brilla en la noche.

## Leyenda de Nanahuatzin
Obtenido del libro "Los hijos de la primavera: vida y palabras de los indios" la leyenda de Nanahuatzin dice que los antiguos mexicas creían que alguna vez la Luna había brillado tanto como el Sol, pero que luego fue castigada. Ésta es la historia que contaban los viejos sobre el nacimiento del Sol y la Luna. 
Antes de que hubiese día en el mundo, cuando aún era de noche, se juntaron todos los dioses en Teotihuacán, la ciudad de los Dioses y se sentaron formando un círculo. 
—¿Quién se encargará de alumbrar al mundo? —preguntaron. 
Entonces Tecuciztécatl, que era muy rico y muy bien vestido, se puso de pie. —Yo tomo el cargo de alumbrar el mundo —dijo. 
—¿Quién será el otro? —preguntaron los dioses. 
Pero nadie respondió, nadie quería hacerlo. Uno a uno fueron bajando la cabeza hasta que sólo quedó el último, un dios pobre y feo, lleno de bubas y llagas, que se llamaba Nanahuatzin. —Alumbra tú, bubosito —le dijeron. 
—Así será —respondió Nanahuatzin mientras bajaban la cabeza, aceptó sus órdenes como un gran honor.
Antes de poder convertirse en soles para alumbrar el mundo, los dos dioses tenían que hacer regalos y ofrendas. Para ello les construyeron dos gigantescos templos en forma de pirámide que aún ahora se pueden ver en Teotihuacán. Cada uno se sentó arriba de su pirámide y estuvo ahí cuatro días, sin comer ni dormir. Tecuciztécatl ofreció plumas hermosas de color azul y rojo, piedras de oro y espinas rojas de coral de mar. Nanahuatzin no pudo regalar nada tan hermoso; en vez de plumas ofreció yerbas atadas entre sí, ofrendó pelotas de heno en lugar de pelotas de oro y regaló espinas de maguey pintadas de rojo con su propia sangre. Mientras los dos dioses hacían penitencia, los otros prendieron una inmensa fogata en, la cumbre de otro templo.

## Nueva Era
El suicidio de los dioses provocó el desarrollo de la vida futura del hombre en esta nueva era. Los actuales mexicanos descienden de los hombres que habitaron en este Quinto Sol.El dios noble y sabio, Quetzalcóatl, recogió los huesos de los hombres de las generaciones anteriores, los llevó a Teotihuacán y los trituró, depositándolos en un barreño. Hirió uno de sus miembros y su sangre otorgó la vida a los primeros hombres de la nueva edad del Sol. Para estos hombres, Quetzalcóatl encontró el maíz, que se consideraba un elemento sagrado.La piedra del Sol o Calendario Azteca, refleja estas cinco edades o cinco soles y también sirvió a los antiguos mexicanos para los cálculos astrológicos. Justo en el primer círculo del calendario, se puede observar a los cinco soles generadores de vida.